# Valsjön (Ösmo socken, Södermanland)
Valsjön är en sjö i Nynäshamns kommun i Södermanland och ingår i Tyresån-Trosaåns kustområde.